# Оскар (кинопремия, 1976)
48-я церемония вручения наград премии «Оскар» за заслуги в области кинематографа за 1975 год состоялась 29 марта 1976 года в Dorothy Chandler Pavilion (Лос-Анджелес, Калифорния). Номинанты были объявлены 17 февраля 1976 года.
- Время: понедельник, 7:00
- Место: Dorothy Chandler Pavilion[англ.], Los Angeles County Music Center[англ.]
- Ведущие: Уолтер Маттау, Роберт Шоу, Джордж Сигал, Голди Хоун и Джин Келли
- Продюсер — Говард У. Кох[англ.]
- Режиссёр — Марти Пасетта[англ.]
- Сценаристы — Хэл Кантер[англ.], Уильям Людвиг[англ.], Леонард Шпигельгасс[англ.]
- Композитор — Джон Уильямс
- Телетрансляция на ABC-TV
- (Научные и технические награды были вручены 24 марта 1976 года в 16:00 во время пресс-конференции в холле Академии)

## Победители
Фильм Милоша Формана «Пролетая над гнездом кукушки» удостоился «большой пятёрки Оскаров»: за лучшую картину, лучшую режиссуру, лучший сценарий, лучшую мужскую роль и лучшую женскую роль.
Лучшим актёром второго плана стал Джордж Бёрнс за работу в фильме «Весёлые ребята», а награду за лучшую женскую роль второго плана получила Ли Грант за фильм «Шампунь».

## Фильмы, получившие несколько номинаций
| Фильм                                                             | номинации | награды |
| ----------------------------------------------------------------- | --------- | ------- |
| • Пролетая над гнездом кукушки / One Flew Over the Cuckoo's Nest  | 9         | 5       |
| • Барри Линдон / Barry Lyndon                                     | 7         | 4       |
| • Собачий полдень / Dog Day Afternoon                             | 6         | 1       |
| • Гинденбург / The Hindenburg                                     | 5         | 0 + 2   |
| • Нэшвилл / Nashville                                             | 5         | 1       |
| • Смешная леди / Funny Lady                                       | 5         | 0       |
| • Челюсти / Jaws                                                  | 4         | 3       |
| • Весёлые ребята / The Sunshine Boys                              | 4         | 1       |
| • Шампунь / Shampoo                                               | 4         | 1       |
| • Человек, который хотел быть королём / The Man Who Would Be King | 4         | 0       |
| • Амаркорд / Amarcord                                             | 2         | 0       |
| • Томми / Tommy                                                   | 2         | 0       |
| • День Саранчи / The Day of the Locust                            | 2         | 0       |
| • Запах женщины / Profumo di donna                                | 2         | 0       |
| • Вкуси пулю / Bite the Bullet                                    | 2         | 0       |
| • Ветер и лев / The Wind and the Lion                             | 2         | 0       |

## Список лауреатов и номинантов
★ Победители выделены отдельным цветом. 

### Основные категории
| Категории                         | Лауреаты и номинанты | Лауреаты и номинанты                                                                             |
| --------------------------------- | --- | ------------------------------------------------------------------------------------------------ |
| Лучший фильм                      | ★ Пролетая над гнездом кукушки (продюсеры: Саул Зейнц и Майкл Дуглас)                                                    | ★ Пролетая над гнездом кукушки (продюсеры: Саул Зейнц и Майкл Дуглас)                            |
| Лучший фильм                      | • Барри Линдон / Barry Lyndon (продюсер: Стэнли Кубрик)                                                                  |                                                                                                  |
| Лучший фильм                      | • Собачий полдень / Dog Day Afternoon (продюсеры: Мартин Брегман и Мартин Элфэнд)                                        |                                                                                                  |
| Лучший фильм                      | • Челюсти / Jaws (продюсеры: Ричард Д. Занук и Дэвид Браун)                                                              |                                                                                                  |
| Лучший фильм                      | • Нэшвилл / Nashville (продюсер: Роберт Олтмен)                                                                          |                                                                                                  |
| Лучший режиссёр                   | | ★ Милош Форман за фильм «Пролетая над гнездом кукушки»                                           |
| Лучший режиссёр                   | • Федерико Феллини — «Амаркорд»                                                                                          |                                                                                                  |
| Лучший режиссёр                   | • Стэнли Кубрик — «Барри Линдон»                                                                                         |                                                                                                  |
| Лучший режиссёр                   | • Сидни Люмет — «Собачий полдень»                                                                                        |                                                                                                  |
| Лучший режиссёр                   | • Роберт Олтмен — «Нэшвилл»                                                                                              |                                                                                                  |
| Лучшая мужская роль               | | ★ Джек Николсон — «Пролетая над гнездом кукушки» (за роль Рэндла МакМёрфи)                       |
| Лучшая мужская роль               | • Уолтер Маттау — «Весёлые ребята» (за роль Вилли Кларка)                                                                |                                                                                                  |
| Лучшая мужская роль               | • Аль Пачино — «Собачий полдень» (за роль Сонни Вортзика)                                                                |                                                                                                  |
| Лучшая мужская роль               | • Максимилиан Шелл — «Человек в стеклянной будке» (за роль Артура Голдмана)                                              |                                                                                                  |
| Лучшая мужская роль               | • Джеймс Уитмор — «Пошли их всех к чёрту, Гарри!» (за роль Гарри С. Трумэна)                                             |                                                                                                  |
| Лучшая женская роль               | | ★ Луиза Флетчер — «Пролетая над гнездом кукушки» (за роль медсестры Милдред Рэтчед)              |
| Лучшая женская роль               | • Изабель Аджани — «История Адели Г.» (за роль Адели Гюго)                                                               |                                                                                                  |
| Лучшая женская роль               | • Энн-Маргрет — «Томми» (за роль Норы Уокер Хоббс)                                                                       |                                                                                                  |
| Лучшая женская роль               | • Гленда Джексон — «Гедда» (за роль Гедды Габлер)                                                                        |                                                                                                  |
| Лучшая женская роль               | • Кэрол Кейн — «Хестер стрит» (за роль Гитл)                                                                             |                                                                                                  |
| Лучшая мужская роль второго плана | | ★ Джордж Бёрнс — «Весёлые ребята» (за роль Эла Льюиса)                                           |
| Лучшая мужская роль второго плана | • Брэд Дуриф — «Пролетая над гнездом кукушки» (за роль Билли Биббита)                                                    |                                                                                                  |
| Лучшая мужская роль второго плана | • Бёрджесс Мередит — «День Саранчи» (за роль Гарри Гринера)                                                              |                                                                                                  |
| Лучшая мужская роль второго плана | • Крис Сарандон — «Собачий полдень» (за роль Леона Шермера)                                                              |                                                                                                  |
| Лучшая мужская роль второго плана | • Джек Уорден — «Шампунь» (за роль Лестера Карпфа)                                                                       |                                                                                                  |
| Лучшая женская роль второго плана | | ★ Ли Грант — «Шампунь» (за роль Фелиции Карпф)                                                   |
| Лучшая женская роль второго плана | • Рони Блэкли — «Нэшвилл» (за роль Барбары Джин)                                                                         |                                                                                                  |
| Лучшая женская роль второго плана | • Сильвия Майлз — «Прощай, моя красавица» (за роль Джесси Холстед Флориан)                                               |                                                                                                  |
| Лучшая женская роль второго плана | • Лили Томлин — «Нэшвилл» (за роль Линни Риз)                                                                            |                                                                                                  |
| Лучшая женская роль второго плана | • Бренда Ваккаро — «Одного раза недостаточно» (за роль Линды Риггс)                                                      |                                                                                                  |
| Лучший оригинальный сценарий      | ★ Фрэнк Пирсон — «Собачий полдень»                                                                                       | ★ Фрэнк Пирсон — «Собачий полдень»                                                               |
| Лучший оригинальный сценарий      | • Федерико Феллини и Тонино Гуэрра — «Амаркорд»                                                                          |                                                                                                  |
| Лучший оригинальный сценарий      | • Клод Лелуш и Пьер Юйттерхувен — «Вся жизнь»                                                                            |                                                                                                  |
| Лучший оригинальный сценарий      | • Тед Аллан — «Мой отец говорил мне неправду»                                                                            |                                                                                                  |
| Лучший оригинальный сценарий      | • Роберт Таун и Уоррен Битти — «Шампунь»                                                                                 |                                                                                                  |
| Лучший адаптированный сценарий    | ★ Лоуренс Хобен и Бо Голдман — «Пролетая над гнездом кукушки» (по одноимённому роману Кена Кизи)                         | ★ Лоуренс Хобен и Бо Голдман — «Пролетая над гнездом кукушки» (по одноимённому роману Кена Кизи) |
| Лучший адаптированный сценарий    | • Стэнли Кубрик — «Барри Линдон» (по роману У. М. Теккерея «Записки Барри Линдона, эсквайра, писанные им самим»)         |                                                                                                  |
| Лучший адаптированный сценарий    | • Джон Хьюстон и Глэдис Хилл — «Человек, который хотел быть королём» (по одноимённому рассказу Редьярда Киплинга)        |                                                                                                  |
| Лучший адаптированный сценарий    | • Руджеро Маккари и Дино Ризи — «Запах женщины» (по роману Джованни Арпино «Il buio e il miele»)                         |                                                                                                  |
| Лучший адаптированный сценарий    | • Нил Саймон — «Весёлые ребята» (по одноимённой пьесе автора)                                                            |                                                                                                  |
| Лучший фильм на иностранном языке | ★ Дерсу Узала (СССР) реж. Акира Куросава                                                                                 | ★ Дерсу Узала (СССР) реж. Акира Куросава                                                         |
| Лучший фильм на иностранном языке | • Земля обетованная / Ziemia obiecana (Польша) реж. Анджей Вайда                                                         |                                                                                                  |
| Лучший фильм на иностранном языке | • События на руднике Марусиа / Actas de Marusia (Мексика) реж. Мигель Литтин                                             |                                                                                                  |
| Лучший фильм на иностранном языке | • Публичный дом № 8 (Тоска по родине) / サンダカン八番娼館 望郷 (Sandakan hachibanshokan bohkyo) (Япония) реж. Кэй Кумаи |                                                                                                  |
| Лучший фильм на иностранном языке | • Запах женщины / Profumo di donna (Италия) реж. Дино Ризи                                                               |                                                                                                  |

### Другие категории
| Категории                                                 | Лауреаты и номинанты | Лауреаты и номинанты |
| --------------------------------------------------------- | --- | --- |
| Лучшая музыка: Оригинальный саундтрек                     | Джон Уильямс | ★ Джон Уильямс — «Челюсти» |
| Лучшая музыка: Оригинальный саундтрек                     | Джон Уильямс | • Джеральд Фрид — «Птицы делают это, пчелы делают это»                                                                                     |
| Лучшая музыка: Оригинальный саундтрек                     | Джон Уильямс | • Алекс Норт — «Вкуси пулю» |
| Лучшая музыка: Оригинальный саундтрек                     | Джон Уильямс | • Джек Ницше — «Пролетая над гнездом кукушки»                                                                                              |
| Лучшая музыка: Оригинальный саундтрек                     | Джон Уильямс | • Джерри Голдсмит — «Ветер и лев» |
| Лучшая музыка: Запись песен к фильму, адаптация партитуры | ★ Леонард Розенман (адаптация партитуры) — «Барри Линдон»                                                                                  | ★ Леонард Розенман (адаптация партитуры) — «Барри Линдон»                                                                                  |
| Лучшая музыка: Запись песен к фильму, адаптация партитуры | • Питер Матц (адаптация партитуры) — «Смешная леди»                                                                                        | |
| Лучшая музыка: Запись песен к фильму, адаптация партитуры | • Пит Таунсенд (адаптация партитуры) — «Томми»                                                                                             | |
| Лучшая песня к фильму                                     | ★ I’m Easy — «Нэшвилл» — музыка и слова: Кит Кэррадайн                                                                                     | ★ I’m Easy — «Нэшвилл» — музыка и слова: Кит Кэррадайн                                                                                     |
| Лучшая песня к фильму                                     | • How Lucky Can You Get — «Смешная леди» — музыка и слова: Фред Эбб и Джон Кандер                                                          | |
| Лучшая песня к фильму                                     | • Now That We’re in Love — «Дуновения» — музыка: Джордж Барри, слова: Сэмми Кан                                                            | |
| Лучшая песня к фильму                                     | • Richard’s Window — «Другая сторона Горы» — музыка: Чарльз Фокс, слова: Норман Гимбел                                                     | |
| Лучшая песня к фильму                                     | • Theme from Mahogany (Do You Know Where You’re Going To) — «Красное дерево» — музыка: Майкл Мэссер, слова: Джерри Гоффин                  | |
| Лучший монтаж                                             | ★ Верна Филдс — «Челюсти» | ★ Верна Филдс — «Челюсти» |
| Лучший монтаж                                             | • Диди Аллен — «Собачий полдень» | |
| Лучший монтаж                                             | • Расселл Ллойд — «Человек, который хотел быть королём»                                                                                    | |
| Лучший монтаж                                             | • Ричард Чю, Линзи Клингмэн, Шелдон Кан — «Пролетая над гнездом кукушки»                                                                   | |
| Лучший монтаж                                             | • Фредерик Стайнкамп, Дон Гидиче — «Три дня Кондора»                                                                                       | |
| Лучшая операторская работа                                | ★ Джон Олкотт — «Барри Линдон» | ★ Джон Олкотт — «Барри Линдон» |
| Лучшая операторская работа                                | • Конрад Л. Холл — «День Саранчи» | |
| Лучшая операторская работа                                | • Джеймс Вонг Хоу — «Смешная леди» | |
| Лучшая операторская работа                                | • Роберт Л. Сёртис — «Гинденбург» | |
| Лучшая операторская работа                                | • Хаскелл Уэкслер и Билл Батлер — «Пролетая над гнездом кукушки»                                                                           | |
| Лучшая работа художника                                   | ★ Кен Адам, Рой Уолкер (постановщики), Вернон Диксон (декоратор) — «Барри Линдон»                                                          | ★ Кен Адам, Рой Уолкер (постановщики), Вернон Диксон (декоратор) — «Барри Линдон»                                                          |
| Лучшая работа художника                                   | • Эдвард Карфанго (постановщик), Фрэнк Р. МакКелви (декоратор) — «Гинденбург»                                                              | |
| Лучшая работа художника                                   | • Александр Траунер, Тони Инглис (постановщики), Питер Джеймс (декоратор) — «Человек, который хотел быть королём»                          | |
| Лучшая работа художника                                   | • Ричард Силберт, В. Стюарт Кэмпбелл (постановщики), Джордж Гейнс (декоратор) — «Шампунь»                                                  | |
| Лучшая работа художника                                   | • Альберт Бреннер (постановщик), Марвин Марч (декоратор) — «Весёлые ребята»                                                                | |
| Лучший дизайн костюмов                                    | ★ Улла-Бритт Сёдерлунд и Милена Канонеро — «Барри Линдон»                                                                                  | ★ Улла-Бритт Сёдерлунд и Милена Канонеро — «Барри Линдон»                                                                                  |
| Лучший дизайн костюмов                                    | • Ивонн Блейк и Рон Талски — «Четыре мушкетёра: Месть миледи»                                                                              | |
| Лучший дизайн костюмов                                    | • Рэй Агаян и Боб Маки — «Смешная леди» | |
| Лучший дизайн костюмов                                    | • Хенни Нормарк и Карин Эрскин — «Волшебная флейта»                                                                                        | |
| Лучший дизайн костюмов                                    | • Эдит Хэд — «Человек, который хотел быть королём»                                                                                         | |
| Лучший звук                                               | ★ Роберт Л. Хойт, Роджер Хеман мл., Эрл Мэдери, Джон Р. Картер — «Челюсти»                                                                 | ★ Роберт Л. Хойт, Роджер Хеман мл., Эрл Мэдери, Джон Р. Картер — «Челюсти»                                                                 |
| Лучший звук                                               | • Артур Пиантадоси, Лес Фрешольц, Ричард Тайлер, Эл Овертон мл. — «Вкуси пулю»                                                             | |
| Лучший звук                                               | • Ричард Портман, Дон МакДугалл, Кёрли Тирлвелл, Джек Соломон — «Смешная леди»                                                             | |
| Лучший звук                                               | • Леонард Петерсон, John A. Bolger Jr., Джон Л. Мак, Дон Шарплесс — «Гинденбург»                                                           | |
| Лучший звук                                               | • Гарри У. Тетрик, Аарон Рочин, Уильям Л. Маккоги, Рой Чарман — «Ветер и лев»                                                              | |
| Лучший документальный полнометражный фильм                | ★ Человек, который спустился на лыжах с Эвереста / The Man Who Skied Down Everest (продюсеры: Ф. Р. Кроули, Джеймс Хагер и Дейл Хартлебен) | ★ Человек, который спустился на лыжах с Эвереста / The Man Who Skied Down Everest (продюсеры: Ф. Р. Кроули, Джеймс Хагер и Дейл Хартлебен) |
| Лучший документальный полнометражный фильм                | • The California Reich / The California Reich (продюсеры: Уолтер Ф. Паркс и Кейт Критчлоу)                                                 | |
| Лучший документальный полнометражный фильм                | • Fighting for Our Lives / Fighting for Our Lives (продюсер: Глен Пирси)                                                                   | |
| Лучший документальный полнометражный фильм                | • The Incredible Machine / The Incredible Machine (продюсер: Ирвин Ростен)                                                                 | |
| Лучший документальный полнометражный фильм                | • Другая половина небес: Китайские воспоминания / The Other Half of the Sky: A China Memoir (продюсер: Ширли Маклейн)                      | |
| Лучший документальный короткометражный фильм              | ★ Конец игры / The End of the Game (продюсеры: Клер Вилбур и Робин Леман)                                                                  | ★ Конец игры / The End of the Game (продюсеры: Клер Вилбур и Робин Леман)                                                                  |
| Лучший документальный короткометражный фильм              | • Arthur and Lillie / Arthur and Lillie (продюсеры: Джон Элс, Стивен Ковач и Кристин Самуэльсон)                                           | |
| Лучший документальный короткометражный фильм              | • Millions of Years Ahead of Man / Millions of Years Ahead of Man (продюсер: Манфред Байер)                                                | |
| Лучший документальный короткометражный фильм              | • Probes in Space / Probes in Space (продюсер: Джордж Кэйси)                                                                               | |
| Лучший документальный короткометражный фильм              | • Whistling Smith / Whistling Smith (продюсеры: Барри Хауэллс и Майкл Скотт)                                                               | |
| Лучший игровой короткометражный фильм                     | ★ Ангел и большой Джо / Angel and Big Joe (продюсер: Берт Сальцман)                                                                        | ★ Ангел и большой Джо / Angel and Big Joe (продюсер: Берт Сальцман)                                                                        |
| Лучший игровой короткометражный фильм                     | • / Conquest of Light (продюсер: Луис Маркус)                                                                                              | |
| Лучший игровой короткометражный фильм                     | • / Dawn Flight (продюсеры: Лоуренс М. Лансбург и Брайан Лансбург)                                                                         | |
| Лучший игровой короткометражный фильм                     | • / A Day in the Life of Bonnie Consolo (продюсер: Бэрри Спинелло)                                                                         | |
| Лучший игровой короткометражный фильм                     | • / Doubletalk (продюсер: Алан Битти) | |
| Лучший анимационный короткометражный фильм                | ★ Великий / Great (продюсер: Боб Годфри)                                                                                                   | ★ Великий / Great (продюсер: Боб Годфри)                                                                                                   |
| Лучший анимационный короткометражный фильм                | • / Kick Me (продюсер: Robert Swarthe) | |
| Лучший анимационный короткометражный фильм                | • Господин Пуантю / Monsieur Pointu (продюсеры: Рене Джодоин, Bernard Longpré и Андре Ледюк)                                               | |
| Лучший анимационный короткометражный фильм                | • Сизиф / Sisyphus (продюсер: Марцель Янкович)                                                                                             | |

### Специальные награды
| Награда                                                         | Лауреаты                                                                                                |
| --------------------------------------------------------------- | --- |
| Премия за особые достижения                                     | ★ Питер Беркос — «Гинденбург» — за звуковые эффекты                                                     |
| Премия за особые достижения                                     | ★ Альберт Уитлок, Глен Робинсон — «Гинденбург» — за визуальные эффекты                                  |
| Премия за выдающиеся заслуги в кинематографе (Почётный «Оскар») | ★ Мэри Пикфорд — в знак признания её исключительного вклада в киноиндустрию и в развитие киноискусства. |
| Награда имени Ирвинга Тальберга                                 | ★ Мервин Лерой                                                                                          |
| Награда имени Джина Хершолта                                    | ★ Жюль С. Стейн                                                                                         |

## Научно-технические награды
Научно-технические награды вручались 24 марта, вне основной церемонии награждения.
| Категории | Лауреаты |
| --------- | --- |
| Class I   | Не присуждалась |
| Class II  | • Чадвелл О’Коннор (O'Connor Engineering Laboratories) — за концепцию и проектирование головки камеры с жидкостным демпфированием для киносъемки.                                                                   |
| Class II  | • Уильям Ф. Майнер (Universal City Studios, Inc.) (Westinghouse Electric Corp.) — за разработку и проектирование твердотельного статического выпрямителя постоянного тока мощностью 500 киловатт для киноосвещения. |
| Class III | • Лоуренс У. Батлер, Роджер Банкс — за концепцию применения малоинерционных и шаговых электродвигателей в системах транспортировки пленки и оптических принтерах для кинопроизводства.                              |
| Class III | • Дэвид Дж. Дегенколб, Фред Скоби (Deluxe General, Inc), Джон Долан, Ричард Дюбуа (Akwaklame Company) — за разработку метода извлечения серебра из фотографических промывных вод ионным обменом.                    |
| Class III | • Джозеф Уэстхаймер — за разработку устройства для получения теневых титров на кинофильмах. |
| Class III | • Carter Equipment Co., Inc., Ramtronics — за разработку и производство компьютеризированной системы пробивки ленты для программирования лабораторных печатных машин.                                               |
| Class III | • Hollywood Film Co. — за разработку и производство компьютеризированной системы пробивки ленты для программирования лабораторных печатных машин.                                                                   |
| Class III | • Bell & Howell — за разработку и производство компьютеризированной системы пробивки ленты для программирования лабораторных печатных машин.                                                                        |
| Class III | • Фредрик Шлитер — за разработку и производство компьютеризированной системы пробивки ленты для программирования лабораторных печатных машин.                                                                       |